# Lago Grænalón
O Grænalón é um lago situado no sul da Islândia, com uma superfície de aproximadamente 18 km².
É um dos lagos gerados pelo degelo do glaciar Vatnajökull, mas, ao contrário do lago Jökulsárlón (também originado pelo degelo de um glaciar), não se situa junto ao litoral, mas sim nas Terras Altas da Islândia, no extremo noroeste do glaciar Skeiðarájökull, que é parte do Vatnajökull.